# Korondi Miklós
Korondi Miklós (Szakmár, 1955. április 16. –) magyar politikus, országgyűlési képviselő.

## Élete
1955. április 16-án született a Bács-Kiskun megyei Szakmár községben. 1973-ban Kalocsán, az I. István Gimnáziumban érettségizett. 1973-tól 1975-ig képesítés nélküli tanító volt szülőfalujában, 1976-tól MÁV alkalmazottként dolgozott. 1983-ban felsőfokú képesítést szerzett a MÁV Tisztképző és Továbbképző Intézet forgalmi-kereskedelmi tagozatán. 1985-től 1987-ig Üllő állomás állomásfőnöki tisztét töltötte be, 1988-tól 1997-ig pedig a MÁV Budapesti Vasútigazgatóság forgalmi vonalbiztosa volt. 1997-ben a Budapesti Műszaki Egyetem TTK Műszaki Szakoktatói szakán szerzett diplomát, ugyanezen évtől a MÁV Vezérigazgatóságon dolgozik mint forgalmi szabályozási szakértő.

## Politikai pályafutása
2004. február 6-án megalapította a Jobbik Ceglédi Szervezetét, melynek elnökévé választották. 2005-től Pest megye 15. számú választókerületének jobbikos választókerületi szervezője. 2006-ban a MIÉP-Jobbik a Harmadik Út Választási Szövetség országgyűlési képviselőjelöltje volt. 2006. október 1-jétől önkormányzati képviselő, a Művelődési, Közoktatási, Ifjúsági és Sport Bizottság tagja, valamint a Sport Albizottság elnökeként tevékenykedett Cegléden. 2008. szeptember 20-tól a Jobbik Pest Megyei Választmányának elnöke, 2009-ben a Jobbik európai parlamenti képviselőjelöltje volt. 2009. szeptember 26-ától a Jobbik Országos Választmányának alelnöke.
A 2010. évi országgyűlési választásokon a Pest megyei területi listán szerzett mandátumot. Ezt követően parlamenti képviselő, az Önkormányzati és területfejlesztési bizottság tagja. Mandátumának lejárata után, 2014-ben a Jobbik ceglédi polgármester jelöltje, képviselőjelöltje. Az októberi választáson a polgármesterekre érkezett szavazatok 27,21%-át kapta (összesen 3123 szavazatot), így csak hajszállal maradt le a polgármesteri címről. Végül listáról jutott be, és lett a 2014-2019-es ciklus, ceglédi frakcióvezetője. 2015-ben ismét választókerületi szervezői feladatokat látott el a 12. választókerületben.
A Jobbik ceglédi szervezetét 2016 januárjáig elnökölte, amikor tisztújítás keretében lemondott; utódja Terecskei Ágnes lett.

## Családja
Nős, felesége óvónő. Egy gyermekük született.